# Legendy nowoczesności
Legendy nowoczesności – zbiór esejów i listów Czesława Miłosza powstałych w czasie wojny, wydanych w 1996 r. przez Wydawnictwo Literackie w Krakowie.
Eseje powstały w latach 1942-43. Słowo wstępne do pierwszego wydania, na prośbę autora, napisał Jan Błoński. Część I zatytułowana Eseje okupacyjne składa się z przedmowy i ośmiu rozdziałów. Cykl poświęcony jest wybitnym tekstom literackim (Daniel Defoe, Honoriusz Balzac, Stendhal, André Gide, Lew Tołstoj, Witkacy) i filozoficznym (Henry James, Friedrich Nietzsche, Henri Bergson). Przez pewien czas autor pracował przy odgruzowywaniu bogatego księgozbioru Instytutu Francuskiego, który mieścił się w zniszczonym bombą niemiecką skrzydle Pałacu Staszica, odkładając na bok tomy, które go zafrapowały.
Drugą część tomu (Listy-eseje) wypełnia eseistyczna korespondencja Miłosza z Jerzym Andrzejewskim, pochodząca z tego samego okresu i poruszająca pokrewne tematy. Nie były one przesyłane pocztą. Andrzejewski i Miłosz mieszkali na przeciwległych krańcach Warszawy i najczęściej spotykali się w Adrii przy ul. Mazowieckiej. Kopia maszynopisu esejów w formie listów trafiła do zbiorów Muzeum Literatury im. Adama Mickiewicza w Warszawie w 1974 r. wraz z częścią archiwum ocalałego z konspiracyjnej akcji wydawniczej „Wisła”, którą prowadził od 1943 r. Zbigniew Mitzner.

## Wybrane recenzje
- Baran Józef, Poeta w czepku urodzony. Kraków fetował 85. rocznicę urodzin Czesława Miłosza, „Sycyna” 1996, nr 15, s. 2.
- Bylica Grzegorz: Żyć w nowoczesności, „Fa-Art” 1996, nr 3, s. 90–93.
- Fiut Aleksander, Wędrówki po piekle, „Plus Minus” 1996, nr 20, s. 2.
- Gawin Dariusz, Samotność czy solidarność - przypadki XX-wiecznego intelektualisty, „Res Publica Nowa” 1996, nr 10, s. 63–67.
- Kłoczowski Paweł: Grzeczny chłopiec i buntownik, „Zeszyty Literackie” 1997, nr 57, s. 169–173.
- Kołakowski Andrzej, Niewczesne rozmyślania, „Społeczeństwo Otwarte” 1997, nr 2, s. 43–47.
- Krassowski Maciej, Okupacyjny Miłosz, „Wiadomości Kulturalne” 1996, nr 24, s. 21.
- Sadecki Jerzy, Legendy zamiast wycia, „Rzeczpospolita” 1996, nr 145, s. 28.
- Synoradzka Anna, Miłosz - Andrzejewski: wymiana listów, „Opcje” 1996, nr 4, s. 116–117.
- Tischner Łukasz, Spór o istnienie „świata”, „Znak” 1997, nr 1, s. 178–184.
- Urbanowski Maciej, Bobkowski i Miłosz - dwa realizmy, „Arcana” 1996, nr 4, s. 109–116.
- Wyka Marta, Legendy nowoczesności, „Dekada Literacka” 1996, nr 7/8, s. 1, 8–9.
- Zaleski Marek, Książka z ruin, „Teksty Drugie” 1996, nr 2/3, s. 102–106.
- Zawada Andrzej, Książka z ruin, „Nowe Książki” 1996, nr 8, s. 31–33.
- Zaworska Helena, Zdrowe dziecko chorej Europy, „Książki. Gazeta” 1996, nr 6, s. 2–3.

## Wydania polskie
- Kraków: Wydawnictwo literackie, 1996, 2009

## Przekłady na języki obce
- Pisma-eseji. Česlav Miloš, Ježi Andžejevski, Vršac: KOV Književna Opština Vršac, 2001
- Legends of Modernity. Essays and Letters from Occupied Poland 1942–43, New York: Farrrar, Straus and Giroux, 2005